# Biak
Biak este un oraș din Indonezia.